# قائمة الأشخاص المصابين بالحس المرافق
هذه قائمة بأشخاص بارزين زعموا أنهم يعانون من الحالة العصبية المعروفة باسم الحس المرافق. تليها قائمة بأشخاص يُعتقد خطأً أنهم كانوا يعانون من هذه الحالة، لأنهم استخدموها كأداة في فنونهم أو شعرهم أو موسيقاهم (ويشار إليهم باسم المتخيلين الكاذبين).
تفاوتت التقديرات حول انتشار حالة الحس المرافق تفاوتًا كبيرًا، من شخص واحد بين كل 4، إلى شخص واحد بين كل 25,000 – 100,000. ومع ذلك، فقد اعتمدت معظم الدراسات على الأشخاص الذين يعرّفون أنفسهم على أنهم يعانون من الحس المرافق، مما يُدخل تحيزًا في الإبلاغ الذاتي.
لاحظت وسائل الإعلام، بما في ذلك موقع بيتشفورك، الأعداد الكبيرة من الفنانين الموسيقيين منذ عام 2010 فصاعدًا ممن يدّعون أنهم يعانون من الحس المرافق. وذكرت أن "من دون إجراء اختبارات فعلية لكل من يخرج إلى العلن مدّعيًا أنه حس مرافق، فإنه من الصعب جدًا التمييز بين من يملكون هذه الحالة فعلًا ومن يكذبون طمعًا في مكانة ثقافية"، وأن الادعاء بخوض تجربة الحس المرافق قد يُستخدم "كطريق مختصر إلى عبقرية إبداعية".

## الحسّيون المترافقون
| الاسم                  | النوع                                       | مدة الحياة    | البلد                                   | المهنة                                               | ملاحظات | المصدر                      |
| ---------------------- | ------------------------------------------- | ------------- | --------------------------------------- | ---------------------------------------------------- | --- | --------------------------- |
| ريتشارد فاينمان        | ترافق الرسم واللون                          | 1918–1988     | الولايات المتحدة                        | فيزيائي                                              | "عندما أرى المعادلات، أرى الحروف بألوان. لا أعرف لماذا. أرى صوراً غامضة لدوال بيسل، مع حرف j بلون كريمي فاتح، وn مائل إلى البنفسجي المزرق، وx بني داكن تطير حولها." | [ 3 ]                       |
| فرانك آيرو             | حس مرافق لوني                               | مواليد 1981   | الولايات المتحدة                        | مغني وكاتب أغاني، عازف غيتار                         | | [ 4 ]                       |
| تيلدن داكن             | متعدد                                       | 1876–1935     | الولايات المتحدة                        | فنان                                                 | كان يرسم على أنغام الموسيقى الأوركسترالية. | [ 5 ] [ 6 ]                 |
| سيد باريت              | متعدد                                       | 1946–2006     | المملكة المتحدة                         | مغني وكاتب أغاني، عازف غيتار، فنان                   | |                             |
| سوزوكا ناكاموتو        | من الصوت إلى اللون                          | مواليد 1997   | اليابان                                 | مغنية                                                | | [ 7 ]                       |
| فلاديمير نابوكوف       | ترافق الحروف والألوان                       | 1899–1977     | روسيا / الولايات المتحدة / سويسرا       | روائي، شاعر                                          | | [ 8 ]                       |
| أليسيا كارا            | متعدد                                       | مواليد 1996   | كندا                                    | مغنية وكاتبة أغاني                                   | | [ 9 ] [ 10 ]                |
| بيونسيه                | حس مرافق لوني                               | مواليد 1981   | الولايات المتحدة                        | مغنية وكاتبة أغاني، منتجة تسجيلات، راقصة، ممثلة      | | [ 11 ] [ 12 ] [ 13 ] [ 14 ] |
| شارلي إكس سي إكس       | ترافق لوني                                  | مواليد 1992   | المملكة المتحدة                         | مغنية وكاتبة أغاني                                   | | [ 15 ]                      |
| جينيفر كوك             | متعدد                                       | مواليد 1975   | الولايات المتحدة                        | مؤلفة                                                | | [ 16 ]                      |
| مارلين مونرو           | تذوق إلى لون                                | 1926–1962     | الولايات المتحدة                        | ممثلة                                                | | [ 17 ] [ 18 ] [ 19 ]        |
| جاك كولتر              | ترافق لوني                                  | مواليد 1994   | المملكة المتحدة                         | فنان                                                 | | [ 20 ] [ 21 ]               |
| مارينا آند ذا دايموندز | متعدد                                       | مواليد 1985   | المملكة المتحدة                         | مغنية وكاتبة أغاني                                   | | [ 22 ] [ 23 ]               |
| باتريشيا لين دافي      | غير محدد                                    | مواليد 1952   | الولايات المتحدة                        | مؤلفة                                                | كتبت القطط الزرقاء والقطط الكارتروز، أول كتاب يؤلفه شخص يعاني من الحس المرافق عن هذه الظاهرة. شاركت في تأسيس الجمعية الأمريكية للحس المرافق.                       | [ 24 ]                      |
| ماري جي بلايج          | من الصوت إلى اللون                          | مواليد 1971   | الولايات المتحدة                        | مغنية وكاتبة أغاني، ممثلة                            | | [ 25 ]                      |
| بيلي إيليش             | متعدد                                       | مواليد 2001   | الولايات المتحدة                        | مغنية وكاتبة أغاني                                   | | [ 26 ]                      |
| كانييه ويست            | متعدد                                       | مواليد 1977   | الولايات المتحدة                        | مغني راب، مغني وكاتب أغاني، منتج تسجيلات، مصمم أزياء | | [ 2 ] [ 27 ]                |
| نيكولا تسلا            | حس مرافق لوني                               | 1856–1943     | النمسا / الولايات المتحدة               | مخترع                                                | | [ 28 ]                      |
| إيفس كاريداس           | حس مرافق لوني                               | مواليد 1994   | أستراليا                                | مغنية وكاتبة أغاني                                   | | [ 29 ] [ 30 ]               |
| ديوك إلينغتون          | حس مرافق لوني                               | 1899–1974     | الولايات المتحدة                        | ملحن، عازف بيانو، قائد فرقة                          | | [ 31 ]                      |
| ديفيد هوكني            | حس مرافق لوني                               | مواليد 1937   | المملكة المتحدة                         | فنان، مصمم مسرحي، مصور فوتوغرافي                     | | [ 32 ]                      |
| غريغ جارفيس            | الصوت إلى شكل                               | مواليد 1944   | كندا                                    | موسيقي                                               | أسس الجمعية الكندية للحس المرافق. | [ 33 ] [ 34 ] [ 35 ]        |
| رامين جوادي            | حس مرافق لوني                               | مواليد 1974   | ألمانيا                                 | مؤلف موسيقى تصويرية                                  | | [ 36 ]                      |
| بيلي جويل              | متعدد                                       | مواليد 1949   | الولايات المتحدة                        | مغني وكاتب أغاني، ملحن، عازف بيانو                   | | [ 37 ] [ 38 ]               |
| Bloem de Ligny         | متعدد                                       | مواليد 1978   | هولندا                                  | مغنية                                                | | [ 39 ]                      |
| فرانز ليست             | حس مرافق لوني                               | 1811–1886     | المجر                                   | ملحن، عازف بيانو                                     | | [ 40 ] [ 41 ] [ 37 ]        |
| لورد                   | الصوت إلى لون                               | مواليد 1996   | نيوزيلندا                               | مغنية وكاتبة أغاني                                   | | [ 42 ] [ 43 ]               |
| آدي مايرسون            | غير محدد                                    | مواليد 1991   | الولايات المتحدة                        | مؤلفة موسيقية، عازفة كونترباص                        | | [ 44 ] [ 45 ]               |
| أوليفيا رودريغو        | الصوت إلى اللون                             | مواليد 2003   | الولايات المتحدة                        | مغنية وكاتبة أغاني                                   | | [ 46 ] [ 47 ] [ 48 ]        |
| توري أموس              | الصوت إلى اللون                             | مواليد 1963   | الولايات المتحدة                        | مغنية وكاتبة أغاني                                   | | [ 49 ]                      |
| إيدا ماريا             | الصوت إلى اللون                             | مواليد 1984   | النرويج                                 | مغنية وكاتبة أغاني                                   | | [ 50 ] [ 51 ]               |
| ماريان مكبارتلاند      | الصوت إلى اللون                             | 1918–2013     | المملكة المتحدة/الولايات المتحدة        | عازفة بيانو جاز                                      | | [ 52 ]                      |
| بي ميلر                | الصوت إلى اللون                             | مواليد 1999   | الولايات المتحدة                        | مغنية وكاتبة أغاني، ممثلة                            | | [ 53 ]                      |
| ستيفاني مورغنسترن      | متعدد                                       | مواليد 1965   | كندا                                    | ممثلة، صانعة أفلام                                   | | [ 54 ]                      |
| فينيس أوكونيل          | متعدد                                       | مواليد 1997   | الولايات المتحدة                        | موسيقي، منتج أسطوانات، ممثل                          | | [ 2 ]                       |
| فرانك أوشن             | الصوت إلى اللون                             | ولد عام 1987  | الولايات المتحدة                        | مغنٍّ وكاتب أغاني، منتج، فنان                          | أصدر القناة البرتقالية عام 2012، وهو ألبوم يتمحور حول حالة السيناستيزيا التي يعاني منها                                                                            | [ 55 ]                      |
| عادل عمر               | متعددة                                      | ولد عام 1991  | باكستان                                 | مغنٍّ وكاتب أغاني، منتج تسجيلات                        | | [ 56 ]                      |
| آندي بارتريدج          | متعددة                                      | ولد عام 1953  | المملكة المتحدة                         | مغنٍّ وكاتب أغاني، موسيقي                              | | [ 57 ] [ 58 ]               |
| إسحاق بيرلمان          | الصوت إلى الشكل                             | ولد عام 1945  | إسرائيل / الولايات المتحدة              | عازف كمان، قائد أوركسترا، معلم موسيقى                | | [ 38 ]                      |
| جون بول                | الصوت إلى اللون                             | ولد عام 1969  | المملكة المتحدة                         | موسيقي                                               | | [ 59 ]                      |
| أوسمو تابيو رايهالا    | الشكل إلى الصوت                             | ولد عام 1964  | فنلندا                                  | ملحن                                                 | | [ 60 ]                      |
| ماغي روجرز             | الصوت إلى اللون                             | ولدت عام 1994 | الولايات المتحدة                        | مغنية وكاتبة أغاني، منتجة تسجيلات                    | | [ 61 ]                      |
| جان سيبيليوس           | غير محدد                                    | 1865–1957     | فنلندا                                  | ملحن، عازف كمان                                      | | [ 37 ]                      |
| هولي سميل              | المشاعر إلى اللون                           | ولدت عام 1981 | المملكة المتحدة                         | كاتبة                                                | | [ 62 ]                      |
| كارول ستين             | متعددة                                      | ولدت عام 1943 | الولايات المتحدة                        | فنانة                                                | شاركت في تأسيس جمعية السيناستيزيا الأمريكية. | [ 63 ] [ 64 ]               |
| دانيال تاميت           | غير محدد                                    | ولد عام 1979  | المملكة المتحدة                         | مؤلف                                                 | | [ 65 ]                      |
| برندن يوري             | متعددة                                      | مواليد 1987   | الولايات المتحدة                        | مغنٍ                                                  | | [ 66 ]                      |
| سابرينا فلاشكاليتش     | متعددة                                      | 1989–2019     | صربيا                                   | عازفة غيتار كلاسيكي                                  | | [ 67 ]                      |
| سولومون شيريشيفسكي     | خماسية                                      | 1886–1958     | الإمبراطورية الروسية / الاتحاد السوفيتي | صحفي، حافظ للذاكرة                                   | | [ 68 ] [ 69 ]               |
| ريخارد فاغنر           | من الصوت إلى اللون                          | 1813–1883     | ألمانيا                                 | ملحن، مخرج مسرحي، قائد أوركسترا                      | | [ 38 ]                      |
| فاريل ويليامز          | من الصوت إلى اللون                          | مواليد 1973   | الولايات المتحدة                        | مغنٍ، مغنٍ راب، كاتب أغاني، منتج موسيقي، مصمم أزياء    | | [ 38 ] [ 37 ]               |
| أفيكس توين             | غير محددة                                   | مواليد 1971   | أيرلندا                                 | موسيقي، عازف أسطوانات، ملحن، ريميكسر، منسق موسيقي    | | [ 70 ] [ 38 ]               |
| هانز زيمر              | الكروماتيسيا                                | مواليد 1957   | ألمانيا                                 | ملحن، منتج موسيقي                                    | | [ 71 ]                      |
| أوليفييه مسيان         | الكروماتيسيا                                | 1896–1979     | فرنسا                                   | ملحن، عازف بيانو، عازف أورغن                         | | [ 72 ] [ 73 ] [ 74 ]        |
| أوستن نايت             | من الصوت إلى اللون                          | مواليد 1992   | الولايات المتحدة                        | مغنٍ، كاتب أغاني، منتج                                | | [ 75 ]                      |
| نيوكابي كاريؤكي        | الكروماتيسيا                                | مواليد 1998   | كينيا                                   | ملحنة، فنانة صوت                                     | | [ 76 ]                      |
| J57 (مغني راب)         | من الصوت إلى اللون                          | مواليد 1983   | الولايات المتحدة                        | موسيقي                                               | |                             |
| بيتر ستيل              | الكروماتيسيا                                | 1962–2010     | الولايات المتحدة                        | مغنٍ، كاتب أغاني                                      | | [ 77 ]                      |
| رايان ميت              | الكروماتيسيا ومن الصوت إلى الأشكال / القوام | مواليد 1994   | الولايات المتحدة                        | موسيقي، كاتب أغاني، مغنٍ، منتج                        | | [ 78 ] [ 79 ]               |
| جاك ميت                | الكروماتيسيا                                | مواليد 1997   | الولايات المتحدة                        | موسيقي، كاتب أغاني، مغنٍ                              | | [ 78 ]                      |

## المتخيلون الكاذبون
- أليكساندر سكريابين (6 يناير 1872 – 27 أبريل 1915) ربما لم يكن حس مرافق، بل كان متأثرًا بشدة بأزياء الصالونات الفرنسية والروسية. أكثر ما يلاحظ هو أن سكريابين يبدو أنه تأثر بشكل قوي بكتابات وأحاديث الصوفي الروسي هيلينا بتروفنا بلافاتسكي، مؤسسة الجمعية الثيوصوفية ومؤلفة أعمال مثل إيزيس مكشوفة النقاب والعقيدة السرية.[80] إن الأنماط الاستنتاجية التي تم العثور عليها في مؤلفات سكريابين - أبرزها في بروميثيوس، الذي تم تأليفه في عام 1911 - تم تطويرها استنادًا إلى أفكار إسحاق نيوتن، وتتبعه دائرة الخامسات.[80][81][82]
- آرثر رامبو قد يكون حسًا مرافقًا. كتب قصيدة عن الحروف المتحركة التي تحمل ألوانًا،[83] لكنه قد لا يكون قد أدرك رسومية بالألوان.